# Ventosa (Alenquer)
Ventosa is een plaats (freguesia) in de Portugese gemeente Alenquer en telt 2 217 inwoners (2001).